# Черябкин, Пётр Лаврентьевич
Пётр Лавре́нтьевич Черя́бкин (1917—1944) — гвардии младший лейтенант, командир стрелкового взвода 13-го гвардейского стрелкового полка, Герой Советского Союза, участник Великой Отечественной войны.

## Биография
Черябкин Пётр Лаврентьевич родился 17 декабря 1917 года в селе Суркино ныне Наровчатского района Пензенской области в семье мордовского крестьянина. Член ВКП(б) с 1943 года. Окончил начальную школу.
В 1930 году вместе с родителями переехал в Коломенский район Московской области. Работал в совхозе «Паново» грузчиком.
В 1938 году был призван Коломенским РВК на Тихоокеанский флот и до 1942 года проходил службу на батарее отдельного артдивизиона.
С ноября 1942 года в действующей армии на фронтах Великой Отечественной войны.

## Подвиг
Весной 1944 года советские войска начали наступление на Крым. 2-я гвардейская армия была переброшена в район Перекопского перешейка и в апреле-мае приняла участие в Крымской стратегической операции. 13-й гвардейский стрелковый полк вёл бои в районе города Армянска.
В первых рядах наступавших был взвод П. Черябкина. Солдаты во главе со своим командиром ворвались в траншею врага и автоматным огнём, гранатами стали уничтожать гитлеровцев. В самый разгар боя Черябкина ранило: пуля насквозь прошила правую руку. Но он продолжал руководить боем до тех пор, пока не были очищены первые траншеи от немцев.
В это время был убит командир роты. И тогда гвардии младший лейтенант Черябкин принял решение взять командование ротой на себя и приказал готовиться к атаке на вторую линию траншей врага.
Фашисты, собрав силы, пошли в контратаку. Черябкин умело организовал отпор, усилил огонь по врагу и, увидев, что фашисты, не выдержав, начинают отходить, поднял бойцов в атаку. Советские воины ринулись на врага. Не давая ему опомниться, ворвались во вторую линию траншей, уничтожили находившихся там гитлеровцев и устремились вперёд.
У третьей линии траншей завязался ожесточённый бой. Немцы упорно держались на последнем своём рубеже, однако были выбиты солдатами Черябкина. Израсходовав все гранаты и боеприпасы, Черябкин отдал приказ использовать оружие и боеприпасы врага. Сам подполз к ящику с немецкими гранатами и, подозвав бойца, заставил его выдергивать кольца предохранителя и забрасывал противника гранатами левой рукой.
В траншеях завязался рукопашный и гранатный бой. Переходя от обороны в контратаку, немцы упорно держались на последнем своём рубеже, однако группой оставшихся бойцов под командованием Черябкина были выбиты.
Черябкин понял, что наступил такой момент, когда нужно увлечь солдат в атаку. Он поднялся на бруствер траншеи и рванулся вперёд со словами: «Вперёд, гвардейцы! Вперёд, орлы!». При этом получил второе тяжёлое ранение в голову и, презирая смерть, истекая кровью, призывал бойцов отстоять захваченные рубежи.
Солдаты роты, увлеченные призывом Черябкина, бросились на врага. Атака была стремительной и неудержимой. Противник не выдержал и бежал.
16 мая 1944 года Указом Президиума Верховного Совета СССР гвардии младшему лейтенанту Черябкину Петру Лаврентьевичу за образцовое выполнение боевых заданий командования на фронте борьбы с немецко-фашистским захватчиками и проявленные при этом мужество и героизм присвоено звание Героя Советского Союза посмертно.
Похоронен в братской могиле у станции Пятиозерная, Крым.

## Увековечение памяти
- Приказом министра обороны СССР 14 марта 1975 года гвардии младший лейтенант П. Л. Черябкин зачислен навечно в списки гвардейского Севастопольского Краснознамённого учебного мотострелкового полка.
- Герою посвящена часть экспозиции комнаты боевой славы в Пановской средней школе.
- В селе Суркино Наровчатского района Пензенской области именем Героя названа улица.
- Бюст Петра Черябкина установлен в селе Наровчат на Аллее Героев — уроженцев и жителей Наровчатского района Пензенской области.
- В Коломне установлен бронзовый бюст Героя[3].
- В посёлке Владимирский Лагерь Стругокрасненского района Псковской области установлен бюст Героя, перевезённый при передислокации воинской части из Латвии.
- В Коломенском районе ежегодно с 1978 года[4] проводится ставший традиционным турнир по борьбе дзюдо среди юношей памяти Героя Советского Союза П. Л. Черябкина. В 2009 году прошёл XXXI турнир[5].Удостоверение Черябкинца
- В 13-м гвардейском учебном мотострелковом Краснознамённом Севастопольском полку имени Красных Латышских стрелков особо отличившимся солдатам срочной службы выдавалось удостоверение в том, что им предоставлено право нести службу (стрелять, водить) за Героя. Лучшему подразделению полка за отличные успехи в боевой и политической подготовке вручался переходящий вымпел имени Героя[6]
- Имя П. Л. Черябкина высечено на мемориальной доске на здании Коломенского аэроклуба, где он летал до призыва на военную службу

## Награды
- Медаль «Золотая Звезда» Героя Советского Союза;
- орден Ленина;
- орден Красной Звезды.